# Cantón de Santa María de Olorón-1
El cantón de Santa María de Olorón-1 (cantón n.º 14, Olorón-Sainte-Marie-1 en francés) es una división administrativa francesa del departamento de los Pirineos Atlánticos creado por Decreto n.º 2014-148, artículo 15.º, del 25 de febrero de 2014 y que entró en vigor el 22 de marzo de 2015, con las primeras elecciones departamentales posteriores a la publicación de dicho decreto.

## Historia
Con la aplicación de dicho Decreto, los cantones de Pirineos Atlánticos pasaron de 52 a 27.
El cantón está formado por las trece comunas del cantón de Accous, diez de las once comunas del cantón de Santa María de Olorón-oeste, las seis comunas del cantón de Aramits, tres de las diecisiete comunas del cantón de Santa María de Olorón-Este, una de las veintitrés comunas del cantón de Navarrenx y la parte de la comuna de Santa María de Olorón situada en la rivera izquierda de los ríos de Aspe y Olorón. 
La capital (Bureau centralisateur) está en Santa María de Olorón.

## Composición
El cantón de Santa María de Olorón-1  agrupa 33 comunas, más parte de la comuna de Santa María de Olorón.
| Comunas              | Código INSEE | Superficie | Población (2012) | Densidad | Distrito              | Cantón anterior             |
| -------------------- | ------------ | ---------- | ---------------- | -------- | --------------------- | --------------------------- |
| Accous               | 64006        | 60,68      | 442              | 7,3      | Santa María de Olorón | Accous                      |
| Agnos                | 64007        | 9,18       | 910              | 99       | Santa María de Olorón | Santa María de Olorón-oeste |
| Ance                 | 64020        | 10,12      | 234              | 23       | Santa María de Olorón | Aramits                     |
| Aramits              | 64029        | 29,55      | 678              | 23       | Santa María de Olorón | Aramits                     |
| Aren                 | 64039        | 7,39       | 244              | 33       | Santa María de Olorón | Santa María de Olorón-oeste |
| Arette               | 64040        | 92,23      | 1068             | 12       | Santa María de Olorón | Aramits                     |
| Asasp-Arros          | 64064        | 23,59      | 487              | 21       | Santa María de Olorón | Santa María de Olorón-oeste |
| Aydius               | 64085        | 34,72      | 98               | 2,8      | Santa María de Olorón | Accous                      |
| Bedous               | 64104        | 11,64      | 571              | 49       | Santa María de Olorón | Accous                      |
| Bidos                | 64126        | 1,36       | 1178             | 866      | Santa María de Olorón | Santa María de Olorón-este  |
| Borce                | 64136        | 58,05      | 150              | 2,6      | Santa María de Olorón | Accous                      |
| Cette-Eygun          | 64185        | 18,97      | 77               | 4,1      | Santa María de Olorón | Accous                      |
| Escot                | 64206        | 22,66      | 132              | 5,8      | Santa María de Olorón | Accous                      |
| Esquiule             | 64217        | 28,58      | 538              | 19       | Santa María de Olorón | Santa María de Olorón-oeste |
| Etsaut               | 64223        | 34,95      | 80               | 2,3      | Santa María de Olorón | Accous                      |
| Eysus                | 64224        | 6,72       | 687              | 102      | Santa María de Olorón | Santa María de Olorón-este  |
| Féas                 | 64225        | 13,71      | 425              | 31       | Santa María de Olorón | Aramits                     |
| Géronce              | 64241        | 15,99      | 446              | 28       | Santa María de Olorón | Santa María de Olorón-oeste |
| Geüs d'Oloron        | 64244        | 6,57       | 229              | 35       | Santa María de Olorón | Santa María de Olorón-oeste |
| Gurmençon            | 64252        | 2,98       | 814              | 273      | Santa María de Olorón | Santa María de Olorón-oeste |
| Issor                | 64276        | 23         | 248              | 11       | Santa María de Olorón | Aramits                     |
| Lanne-en-Barétous    | 64310        | 41,48      | 495              | 12       | Santa María de Olorón | Aramits                     |
| Lées-Athas           | 64330        | 44,81      | 302              | 6,7      | Santa María de Olorón | Accous                      |
| Lescun               | 64336        | 60,66      | 186              | 3,1      | Santa María de Olorón | Accous                      |
| Lourdios-Ichère      | 64351        | 16,24      | 157              | 9,7      | Santa María de Olorón | Accous                      |
| Lurbe-Saint-Christau | 64360        | 7,47       | 215              | 29       | Santa María de Olorón | Santa María de Olorón-este  |
| Moumour              | 64409        | 8,05       | 848              | 105      | Santa María de Olorón | Santa María de Olorón-oeste |
| Orin                 | 64426        | 4,29       | 229              | 53       | Santa María de Olorón | Santa María de Olorón-oeste |
| Osse-en-Aspe         | 64433        | 43,03      | 333              | 7,7      | Santa María de Olorón | Accous                      |
| Préchacq-Josbaig     | 64458        | 8,31       | 281              | 34       | Santa María de Olorón | Navarrenx                   |
| Saint-Goin           | 64008        | 1464       | 283              | 19       | Santa María de Olorón | Santa María de Olorón-oeste |
| Sarrance             | 64506        | 46,75      | 189              | 4        | Santa María de Olorón | Accous                      |
| Urdos                | 64542        | 36,27      | 70               | 1,9      | Santa María de Olorón | Accous                      |

En 2012, la población total del nuevo cantón era de 19890 habitantes.